# Puerto Cumarebo
Puerto Cumarebo ist ein venezolanisches Dorf im Bundesstaat Falcón. Es ist der Verwaltungssitz des Bezirks Zamora. Das Dorf befindet sich an der nordöstlichen Küste Falcóns. Das Dorf entstand im Laufe des 17. Jahrhunderts, als schwarze Sklaven aus Curaçao hier Zuflucht suchten.

## Wirtschaft
Die Landwirtschaft ist der wichtigste Wirtschaftssektor in der Region. Darüber hinaus beschäftigen sich viele der Einwohner mit der Fischerei.